# Pompilopsis semihyalina
Pompilopsis semihyalina är en fjärilsart som beskrevs av Walker 1854. Pompilopsis semihyalina ingår i släktet Pompilopsis och familjen björnspinnare. Inga underarter finns listade i Catalogue of Life.